# SNVI B 260
 (juin 2018).
Le SNVI B 260 est un camion porteur de fabrication algérienne, produit par SNVI en deux versions civile et militaire.
Il fut introduit en 1975 avec une motorisation 210 et 230, baptisée B210 / B230, après quelques années de production la SNVI décide de l'équiper avec un 8 cylindres en V d’origine Deutz de type F8L413 KHD, plus puissant que ses prédécesseurs offrant 256 chevaux.
Ce dernier a reçu un léger lifting au niveau de la face avant dans les années 1990.

## Gamme

### Civile
- B 260 frigo
- B 260 Benne tasseuse
- B 260 Arroseuse laveuse
- B 260 Plateau standard
- B 260 Collecte de sang
- B 260 CTH 12000 L

### Militaire
- B 260 anti émeutes VAM
- B 260 citerne hydrocarbures